# 4614 Masamura
4614 Masamura eller 1990 QN är en asteroid i huvudbältet som upptäcktes den 21 augusti 1990 av de båda japanska astronomerna Toshimasa Furuta och Yoshikane Mizuno vid Kani-observatoriet. Den är uppkallad efter den japanske amatörastronomen Kazutada Masamura.
Asteroiden har en diameter på ungefär 6 kilometer.